# Magyar mézpázsit
A magyar mézpázsit (Puccinellia pannonica vagy Puccinellia x pannonica) az egyszikűek (Liliopsida) osztályának perjevirágúak (Poales) rendjébe, ezen belül a perjefélék (Poaceae) családjába tartozó faj vagy hibrid növény.

## Leírása
Magyarországon mindössze néhány termőhelye volt Budapest környékén. Élőhelyeként a mai Kispest helyén lévő egykori szikes rétek szolgáltak. A ritkasága miatti nagymérvű herbáriumi gyűjtések, illetve az 1900-as évek közepére kiterjedő építkezések miatt hazánkból kipusztult. Magyarországon kihalt fajjá az elmúlt ötven évben történő hiábavaló keresése után nyilvánították. Kihalásával a hazai növényvilág szegényebb lett.